# Dick Tiger
Richard Ihetu (Amaigbo, 14 de agosto de 1929 - Nueva York, 14 de diciembre de 1971) fue un boxeador profesional nigeriano que llegó a consagrarse campeón mundial de los pesos mediano y mediopesado por la Asociación Mundial de Boxeo y el CMB respectivamente.

## Biografía
Perteneciente al pueblo igbo, Richard Ihetu emigró al Reino Unido estableciéndose en la ciudad de Liverpool donde comenzó a boxear y debutó como profesional a la edad de 25 años. Con su creciente y popular carrera, emigró a los Estados Unidos en 1959 y vivió aquí hasta su muerte.
Luego de retirarse trabajó como guardia en el Museo Metropolitano de Arte de Nueva York, hasta que fue diagnosticado con cáncer hepático. Falleció a la edad de 42 años, el 14 de diciembre de 1971 y a menos de un año y medio luego de su retiro.

## Carrera
Es reconocido como el mejor boxeador de la historia de su país y desde 1991 es miembro Salón Internacional de la Fama del Boxeo. Es considerado el campeón lineal de su categoría, en dos periodos distintos: en 1963 y de 1965 a 1966. Además, la revista The Ring lo seleccionó como el mejor boxeador del año 1962 y 1965.

### DePaula vs. Tiger
El 25 de octubre de 1968 en el Madison Square Garden de Nueva York, se enfrentó al estadounidense Frankie DePaula en una pelea pactada a 10 asaltos. Ambos boxeadores fueron derribados dos veces cada uno durante el combate, Tiger ganó la pelea por decisión unánime y esta fue elegida el combate del año por The Ring.